# Pazzi da legare
Pazzi da legare (Armed and Dangerous) è un film del 1986 diretto da Mark L. Lester.

## Trama
Frank Dooley è un poliziotto pasticcione, così maldestro da farsi cacciare dalla polizia. Norman invece è un avvocato pavido ed incapace, che arriva al punto da farsi radiare dall'albo degli avvocati. Ritrovatisi insieme ad un corso per guardie private, continuano a compiere clamorosi disastri ma, quasi per caso, riescono a venire a capo di una serie di rapine attuate con la complicità del loro stesso comandante, ribaltando finalmente la loro fortuna.